# Stratopauza
Stratopauza je granični sloj Zemljine atmosfere, između stratosfere i mezosfere. U stratosferi temperatura se neprestano povisuje od -55°C (u umjerenom pojasu i na polovima), odnosno od -75°C (na ekvatoru), te doseže 0°C na vrhu stratosfere. U stratopauzi su male promjene temperature s visinom.
Stratopauza se nalazi na 50 do 55 kilometara iznad tla Zemlje. Atmosferski tlak je oko 1/1000 atmosferskog tlaka na razini mora.